# Новоград-Волинський медичний коледж

## Історія
Історія медичного коледжу розпочалась у вересні 1936 року з відкриттям у місті Новограді-Волинському двохрічної школи медичних сестер та акушерок. З роками навчальний заклад неодноразово реорганізовувався: школа, курси, училище, коледж. Не одне покоління фахівців, відданих медичній справі, підготував медичний заклад. 
Навчальний заклад здійснює підготовку фахівців в галузі знань 1201 «Медицина» за спеціальностями:
5.12010102 - «Сестринська справа», кваліфікація - сестра медична
5.12010101 - «Лікувальна справа», кваліфікація - фельдшер.
В навчальному закладі відкрито відділення післядипломної освіти для підвищення кваліфікації середніх медичних працівників, працюють курси лікувального масажу та косметології, створено навчально-тренувальний центр з невідкладної допомоги для проведення тренінгів зі студентами, практикуючими медиками та парамедиками.
Медичний коледж надає загальноосвітню підготовку випускникам середньої школи.
В навчальному закладі існує угода про співпрацю щодо подальшого навчання студентів за спеціальністю "Фізична реабілітація" із Запорізьким Національним Університетом. Продовжується співпраця з КіБІТ в напрямку ступеневої підготовки фахівців.
Медичний коледж має угоду про співпрацю з Житомирським державним університетом ім. І.Франка в рамках якої успішно працює в навчально-науково-методичному комплексі "Полісся". За результатами цієї роботи створено план спільної діяльності з питань науково-дослідної роботи, розвитку сучасних технологій, підвищення кваліфікації викладачів, покращення навчально-методичного та матеріально-технічного забезпечення. Розпочато співпрацю з Київським медичним університетом ім. О.О. Богомольця.
Протягом навчального року укладено угоду з Рівненським економіко-гуманітарним університетом.
Медичний коледж постійно працює з Житомирським інститутом медсестринства, Бердичівським медичним коледжем, іншими закладами I-II рівня акредитації Житомирської області та України, а також лікувально-профілактичними та аптечними установами міста Новограда-Волинського та області, доброзичливості і взаєморозуміння між якими є запорукою спільної праці в справі навчання і виховання майбутніх медичних працівників.
Новоград-Волинськи медичний коледж має достатню матеріально-технічну базу для якісної підготовки майбутніх медичних спеціалістів. 
Навчальний процес проводиться в навчальних корпусах аудиторії яких обладнані сучасними інформаційними засобами. Обладнання і матеріальне оснащення кабінетів і лабораторій повністю забезпечує виконання навчальних програм.
До послуг студентів - чудова актова зала - бібліотека, читальні зали, спортивна та тренажерна зали, комфортний гуртожиток.
Високопрофесійний педагогічний колектив колег-однодумців забезпечує підготовку висококваліфікованих працівників для галузі охорони здоров’я. Центром науково-методичної роботи в коледжі є методично-інформаційний комплекс «Крок до успіху», який координує та направляє роботу циклових комісій, вивчає та поширює досвід викладачів-новаторів, надає методичну допомогу молодим викладачам. Викладачі-предметники постійно удосконалюють форми роботи, активно працюють над підвищенням науково-професійного рівня, виконуючи дисертаційні дослідження. Педагоги наполегливо працюють над реалізацією завдань реформування медичної освіти в Україні, удосконалюють підготовку молодших медичних спеціалістів, зберігаючи найкращі традиції попередніх поколінь. Щедрість серця кожного педагога посіяла плідні зерна справжньої професійності, доброчинності, милосердя та любові у студентської молоді. Разом зі знаннями та практичними навичками студенти засвоюють в стінах коледжу і високий гуманістичний сенс своєї професії, постійну відповідальність та готовність завжди прийти на допомогу. Копіткою працею, незмінною увагою та турботою досвідчений педагогічний колектив щороку поповнює молодими спеціалістами заклади охорони здоров’я області.
Студенти медичного коледжу виступають ініціаторами добрих справ з пропаганди здорового способу життя та санітарно-просвітницької роботи серед учнівської та студентської молоді Поліського регіону, розвивають волонтерський та донорський рух, беруть активну участь у всіх міських масових спортивно-оздоровчих заходах.
Медичний коледж має значний досвід навчально-виховної і науково-дослідницької роботи, який формує у студентів громадянську активність, моральність та патріотизм. Постійна турбота про всебічний розвиток молоді на засадах моралі та глибокої національної свідомості створює умови для життєдіяльності і збереження духу цілісності складного механізму навчального закладу, постійного руху до удосконалення.
Пріоритетним напрямком у вихованні студентської молоді є відродження національної духовної культури і свідомості, розкриття талантів та обдарованості творчої молоді. Виховні заходи, що проводяться у коледжі, мають глибокий моральний зміст, забезпечуючи цілісний підхід до виховання, формуючи в юнаків та дівчат професійну майстерність, високі моральні цінності, створюючи умови для всебічного розвитку особистості, підвищення якості навчання та виховання.
Сьогодні медичний коледж є гордістю древньої Звягельщини, куди вступають юнаки та дівчата для здобуття професії медичної сестри та фельдшера.